# Lou Correa
Jose Louis Correa, detto Lou (Anaheim, 24 gennaio 1958), è un politico statunitense, membro della Camera dei Rappresentanti per lo stato della California dal 2017.

## Biografia
La carriera politica di Correa inizia nel 1996 quando si candida per un seggio nella Camera bassa del Parlamento statale della California perdendo per soli 93 voti contro il repubblicano Jim Morissey. Due anni dopo, nel 1998, Correa riesce a battere lo stesso Morissey e viene eletto nell'Assemblea Statale della California. Correa fu rieletto per due volte nel 2000 e nel 2002.
Nel 2004 viene eletto nel Consiglio dei Supervisori della Contea di Orange, divenendo il primo democratico ad essere eletto nel Consiglio dal 1987.
Nel 2006 si candida per un seggio al Senato statale della California sconfiggendo in un'altra elezione molto combattuta con un margine di 1392 voti la repubblicana Lynn Daucher e risultando quindi eletto. Correa viene poi rieletto nel 2010.
Nel 2014 si ricandida nel Consiglio dei Supervisori della Contea di Orange venendo però sconfitto.
Nel 2016 si candida per il seggio del quarantaseiesimo distretto della California alla Camera dei rappresentanti, lasciato libero da Loretta Sanchez che si era candidata per il Senato. Nelle cosiddette jungle primaries (primarie a cui partecipano i candidati di tutti i partiti e che quelificano i due più votati alle elezioni generali) dell'8 giugno arriva primo con il 43,7% dei voti. Nelle elezioni generali dell'8 novembre si conferma con il 69,9% dei voti, battendo il compagno di partito Bao Nguyen, che ottiene solo il 29,8% dei voti.